# Социальный CRM
Социальный CRM (англ. social CRM) — прикладное программное обеспечение или SaaS-сервис, предназначенное для использования компаниями социальных сетей и средств мгновенного обмена сообщениями для взаимодействия со своими клиентами в рамках стратегии CRM.

## Определение
Понимание термина может варьироваться в зависимости от поставщиков и обозревателей. Наиболее известное определение аналитиком CRM Полом Гринбергом (англ. Paul Greenberg): 

Социальная CRM является философией и бизнес-стратегией при поддержке технологической платформы, бизнес-правил и рабочего процесса, предназначенная для вовлечения клиента в совместный разговор с тем, чтобы обеспечить взаимную выгоду в рамках проверенной и прозрачной бизнес-среды.
Термин Social CRM часто используется для обозначения мониторинга социальных медиа (таких как Twitter, Facebook, LinkedIn, Vkontakte) со стороны компаний и организаций для поиска упоминаний об их продукции и бренда и своевременной соответствующей реакции. Тем не менее, данное толкование слишком узко, поскольку даже по этимологии под Social CRM понимается средство для компаний по включению в их системы управления взаимоотношения с клиентами возможностей работы с клиентами в социальной интернет-среде.
В понимании одного из лидеров рынка, компании Lithium, это не столько дополнительное программное обеспечение к традиционным CRM-системам, сколько сообщество бренда, служащее своеобразным посредником между CRM и социальными сетями. Например, после нахождения нового сообщения в Twitter (или другой социальной сети) с упоминанием бренда, Lithium переносит обсуждение в соответствующее интернет-сообщество бренда. В рамках сообщества сотрудники компании и другие пользователи могут участвовать в обсуждении. Если сообщество интегрировано c CRM-системой, то при появлении новой темы автоматически создается новая запись-задача для сотрудника компании в CRM-системе. Сотрудник может ответить на вопрос клиента и при необходимости поместить вопрос и ответ в базу знаний, тем самым уменьшив нагрузку на техническую поддержку.

## Функции
Social CRM используется в области маркетинга, обслуживания клиентов и продажах, в том числе:
- Клиентская поддержка в режиме «один ко многим»;
- Управление идеями, отзывами, предложениями;
- Маркетинговые исследования рынка;
- Управление репутацией бренда.

## Рынок
Согласно отчёту Gartner в 2010 году 80 % роста рынка CRM было обеспечено развитием технологий социального CRM. Общий объем инвестиций в эту область в 2011 году прогнозируется на уровне более $1 млрд.
В своём магическом квадранте, Gartner в секцию лидеров рынка Social CRM расположил американские компании Jive SBS и Lithium. Решения обеих компаний являются SaaS-сервисами, обеспечивающими интеграцию со сторонними традиционные CRM-системы. В квадранте визионеров отмечены Mzinga, KickApps и Salesforce.com. Из решений лидеров рынка CRM в целом, наряду с Salesforce.com в отчёте отмечается только решение Oracle CRM On Demand в квадранте нишевых игроков, решения компаний SAP и Microsoft, по мнению Gartner, на рынке существенно не представлены.